# Marcus Olsson
Marcus Jonas Munuhe Olsson (Gävle, 17 maggio 1988) è un calciatore svedese, difensore o centrocampista dell'Halmstad.

## Biografia
È il fratello gemello di Martin Olsson, che è stato anche suo compagno di squadra al Blackburn tra il 2012 e il 2013 e all'Helsingborg nel 2020. Ha anche una sorella di nome Jessica, nota per essere sposata con il cestista tedesco Dirk Nowitzki.